# Еліон де Вільнев
Еліон де Вільнев (фр. Hélion de Villeneuve; бл. 1270 — 27 травня 1346) — 25-й великий магістр ордену госпітальєрів у 1319—1346 роках.

## Життєпис
Походив з прованського шляхетського роду де Вільнев. Син Арно де Вільнева, сеньйора Арка, і Сибілли де Сабран. Народився у 1263 або 1270 році в родинному замку в Провансі.
1291 року брав участь в обороні Акри від мамлюків. Зумів вціліти та не потрапити у полон. У 1314 році призначається командором Маноску і Пюїмуассону.
21 липня 1317 року папа римський Іван XXII перетворив великий пріорат Сен-Жиля на 3 пріорства: Сен-Жиля, Провансу і Тулузи. Великим пріором Провансу призначив лейтенанта пріорату Сен-Жиль — де Вільнева. Завдяки цьому набув значної ваги в ордені, оскільки в ієрархії старшим вважалася «мова» (провінція) Прованс, а найзначнішим в ньому був пріорат Сен-Жиля. Разом з тим його владаобмежувалося Сен-Жилем. оскільки госпітальєри на Родосі створили окреме представництво (auberge spéciale) Малого Провансу.
1319 році в розпал протистояння між прихильниками і супротивниками великого магістра Фулька де Вілларе завдяки папі римському стає новим очільником госпітальєрів. На початку стикнувся з величезними боргами ордену (у 500 тис. флоринів), переважно перед банкірами Флоренції. Витрати на зведення Родоської фортеці, оплату найманців, утримання шпиталів госпіталів, закупівлю харчів, коней, озброєння та амуніції постійно зростали. У той час в Європі нараховувалося 656 командорств, в кожному з яких обов'язково був організований шпиталь. Вже 1320 року заборгованість госпітальєрів дорівнювала 575 900 золотих флоринів і 10 тис. генуезьких лір. Вирішенню питання боргів були присвячені Генеральні капітули в Арлі і Авіньйоні у 1320 і 1321 роках відповідно. 1324 року борг скоротився до 193 тис. флоринів.
Продовжив дії з приймання у власність колишніх володінь ордену тамплієрів. Також багато уваги став приділяти поліпшенню діяльності пріорств в Європі й водночас захисту їх від зазіхань місцевих феодалів. В результаті налагодив постійне перерахування грошових коштів до державної скарбниці на Родосі. Вільнев домігся згоди Філіппа V, короля Франції, на 4-річне відтермінування погашення боргу ордену.
1320 року продав майно тамплієрів в графстві Кагор за 2 тис. золотих форинів. 1322 року обміняв у Арно де Тріана, віконта Таллара і небожа папи римського, орденські замки Монмеян, Регус, Монфор і Таллар на графство графства Аліфе в Неаполітанському королівстві.
1323 року провів Генеральний капітул, на якому знову підтверджено поділ ордена на 7 «мов»-провінцій: Прованс, Овернь, Франція, Італія, Арагон, Англія і Німеччина. Вільнев призначив 7 бальї, яких зобов'язав до постійного проживання на Родосі. Їх стали називати пільєрами (стовпами). Останні входили до складу Ради під головуванням великого магістра і повинні були стежити за благоустроєм представництва своєї «мови» на Родосі, де лицарі кожної «мови» стали мешкати в окремому місці під одним дахом. Крім того на Родосі було визначено суворий ієрархічний поділ членів ордена на три класи: лицарів, кліриків і сержантів, що відповідали феодальним станам шляхта, духівництво і простолюд.
На самому Родосі до прибуття туди великого магістра керував великий командор Альберт Шварцбург. 1320 року останній відбив напад на острів військ Орхан-бея, правителя бейліка Ментеше. У 1322—1324 роках де Вільнев брав участь у розробці плану нового хрестового походу
1330 року відмовився від пріорату Провансу. Того ж року Генеральний капітул в Монпельє постановив збільшити протягом року надходження для завершення сплати боргів ордену. Лише у 1332 році великий магістр прибув на Родос. Того ж року отримав замки Сехін і Антіохетта від кілікійського короля Левона V, які той не міг захистити від Караманського бейліку.
1333 року в союзі з Венецією та Візантією утворив лігу, спрямовану на захист християнських володінь від бейліків Малої Азії. 1334 року приєднався до антимусульманської ліги, яку став формувати Папський престол. Того ж року флот госпітальєрів долучився до морського походу проти бейліку Айдин. До 1335 року великому магістру вдалося вирішити фінансові проблеми — шляхом надходжень від продажу угідь борги були сплачено.
1337 року спільно з венеційцями флот госпітальєрів завдав низки поразок флоту Ментеше, після цього було встановлено мир. Скориставшись цим великий магістр вирішив діяти проти інших бейліків. 1344 року госпітальєри за підтримки савойців і венеційців захопили місто Смірна на узбережжі Малої Азії. Лише фортеця Смірна залишилася у турок. Помер Еліон де Вільнев 1346 року. Його наступником став Дьєдонне де Гозон.